# Dragiša Pešić
Dragiša Pešić (Danilovgrad, Montenegro, República Socialista Federativa da Iugoslávia, 8 de agosto de 1954 — 8 de setembro de 2016) foi um político montenegrino que foi o último primeiro-ministro da República Federal da Iugoslávia antes de ser oficialmente transformada em União Estatal da Sérvia e Montenegro em fevereiro de 2003.
Em 1998, se tornou Ministro das Finanças em Belgrado. Com a queda do regime Milošević e a posterior extradição do ex-presidente Slobodan Milosevic ao Tribunal Penal Internacional para a antiga Iugoslávia, o governo iugoslavo sob o então primeiro-ministro Zoran Žižić renunciou em protesto. O presidente Vojislav Kostunica então solicitou a Dragiša Pešić para que formasse um novo governo. 